# Culture tibétaine
La civilisation tibétaine, imprégnée par le bouddhisme tibétain, une forme distincte de Vajrayana, est dotée d'une culture riche et variée.

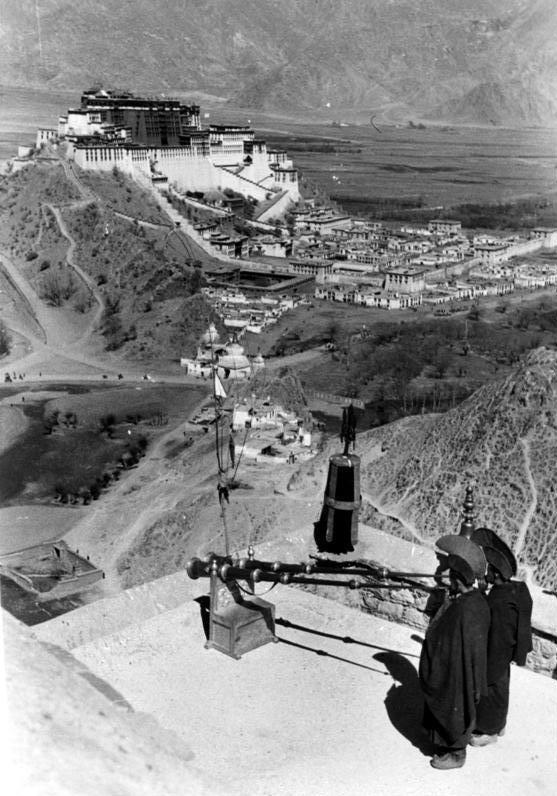
Moines gelugpa utilisant des dungchens, face au palais du Potala

## Influences de la Chine et de l'Inde sur la culture tibétaine
Selon l’universitaire américain Tianlong Yu, la culture tibétaine est souvent perçue comme étant figée et révolue, bien distincte des autres cultures, surtout celle de la Chine ; véritablement originale, existant dans une sorte de vide échappant à toute influence matérielle ; et parfaitement vertueuse, méritant le maintien strict du statu quo qui est le sien.
Pourtant, affirme Peter Bishop, le Tibet, durant son histoire, n'a jamais été véritablement isolé, comme figé dans le temps et protégé des influences extérieures. Les cultures indienne et chinoise, qui avaient totalement révolutionné le pays dans le passé, ont continué à l'influencer en profondeur aux Temps modernes. 
Sir Charles Alfred Bell, dans son livre Tibet Past and Present, paru en 1924, est d'avis que l'« on peut dire que la civilisation actuelle du Tibet est issue principalement de la Chine, et seulement dans une moindre mesure de l'Inde ».
Toutefois, selon le 14e dalaï-lama la culture tibétaine a pour fondement le bouddhisme, dont l'origine au Tibet est principalement indienne. Pendant plus de mille ans, le Tibet a conservé cet héritage culturel, qu'il a partagé avec d'autres pays voisins, dont la Chine.
Premer Addy rappelle qu'en 1959 Pedro Carrasco Pizana écrivait : « le Tibet a emprunté massivement à la fois à l'Inde et à la Chine. Le bouddhisme, qui imprègne toute la vie au Tibet, est venu de l'Inde tandis que l'influence chinoise a été très forte dans les institutions politiques », ajoutant que « l'église lamaiste est une création unique tibétaine dont l'influence s'est étendue jusqu'à Pékin et à la Volga ».
Pour l'historien Pierre Chapoutot, c'est lors de la dynastie des T'ang (618-902) que le Tibet barbare noue des liens culturels avec la Chine et bénéficie de son influence civilisatrice grâce à l'introduction de l'écriture, du papier et de l'encre, de la soie, de la porcelaine, de la médecine, de l'irrigation, et également du taoïsme et du confucianisme. Sous son règne, le roi du Tibet, Trisong Detsen (740-797), envahit la capitale de la Chine Chang'an et mit en place un nouvel empereur.

## Religion

### Bouddhisme tibétain

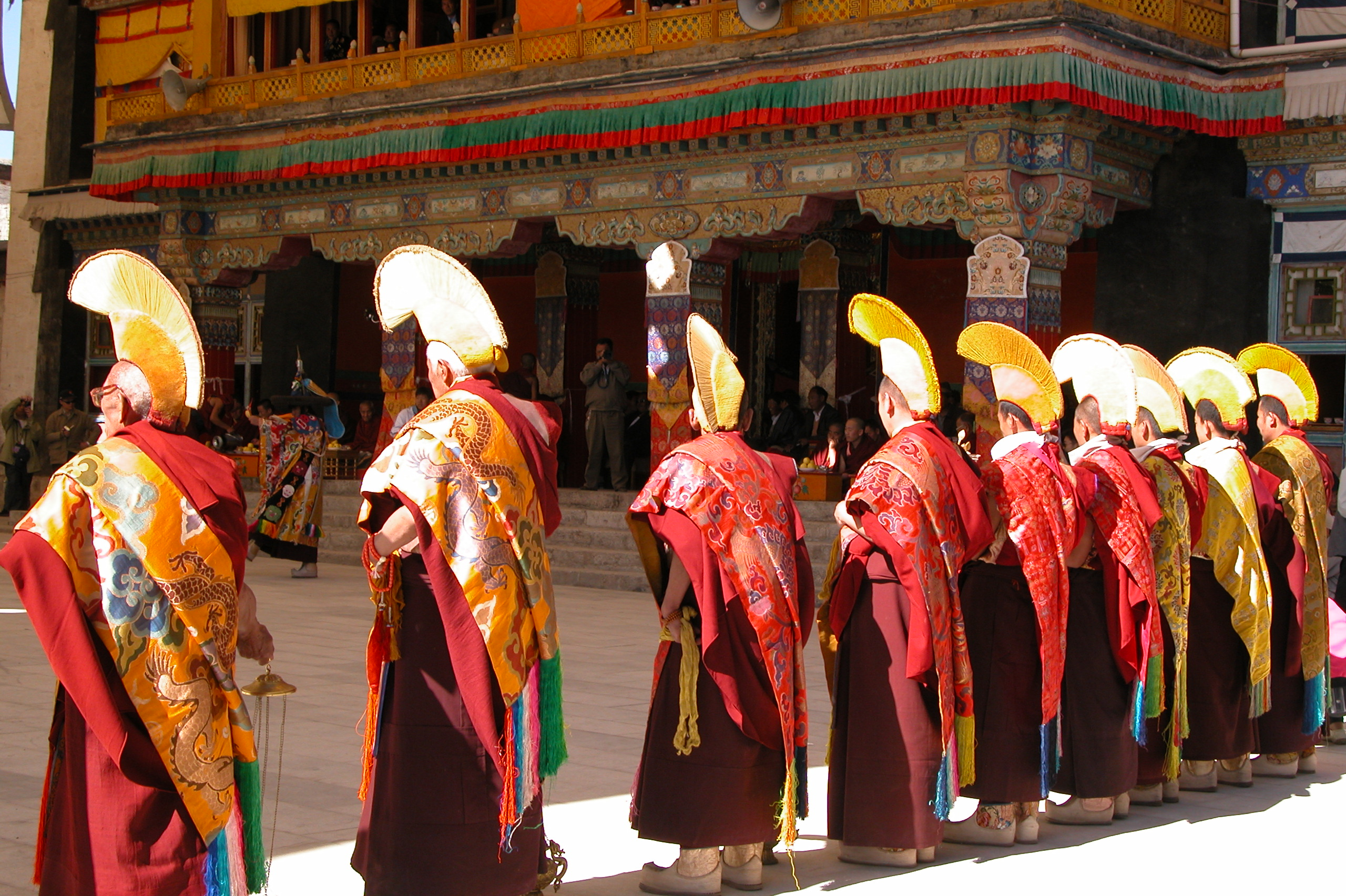
Moines du monastère de Tashilhunpo à Shigatse

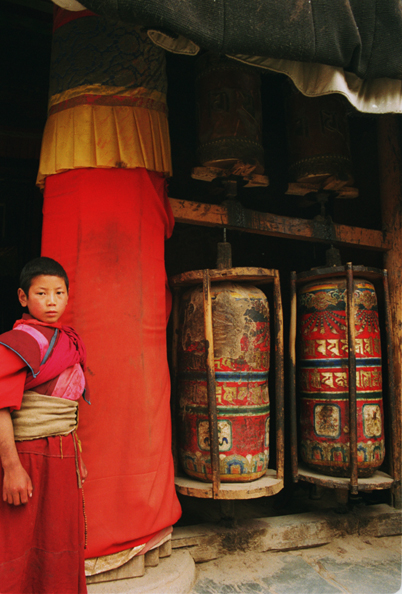
Jeune moine à Labrang

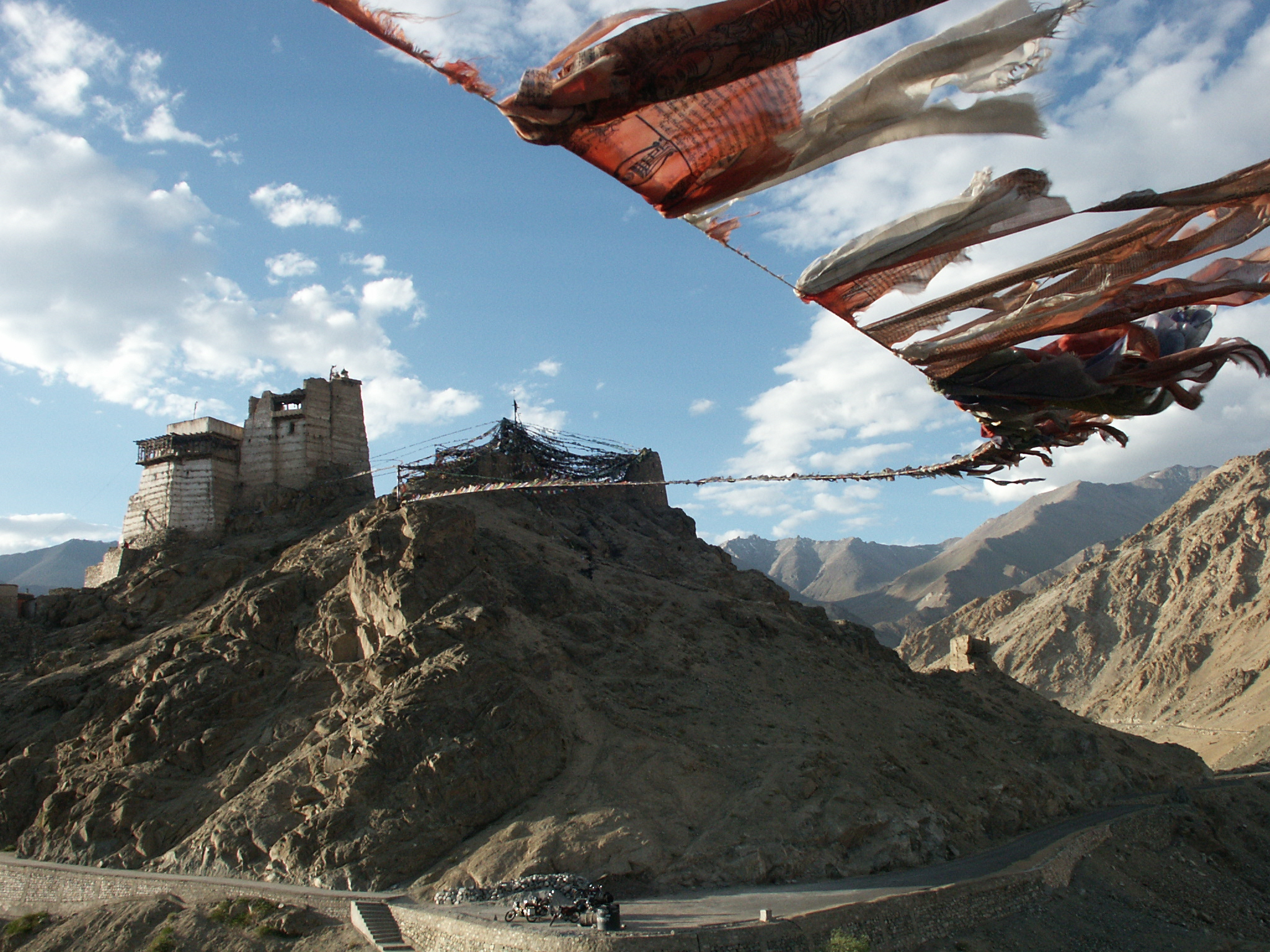
Drapeau de prière.

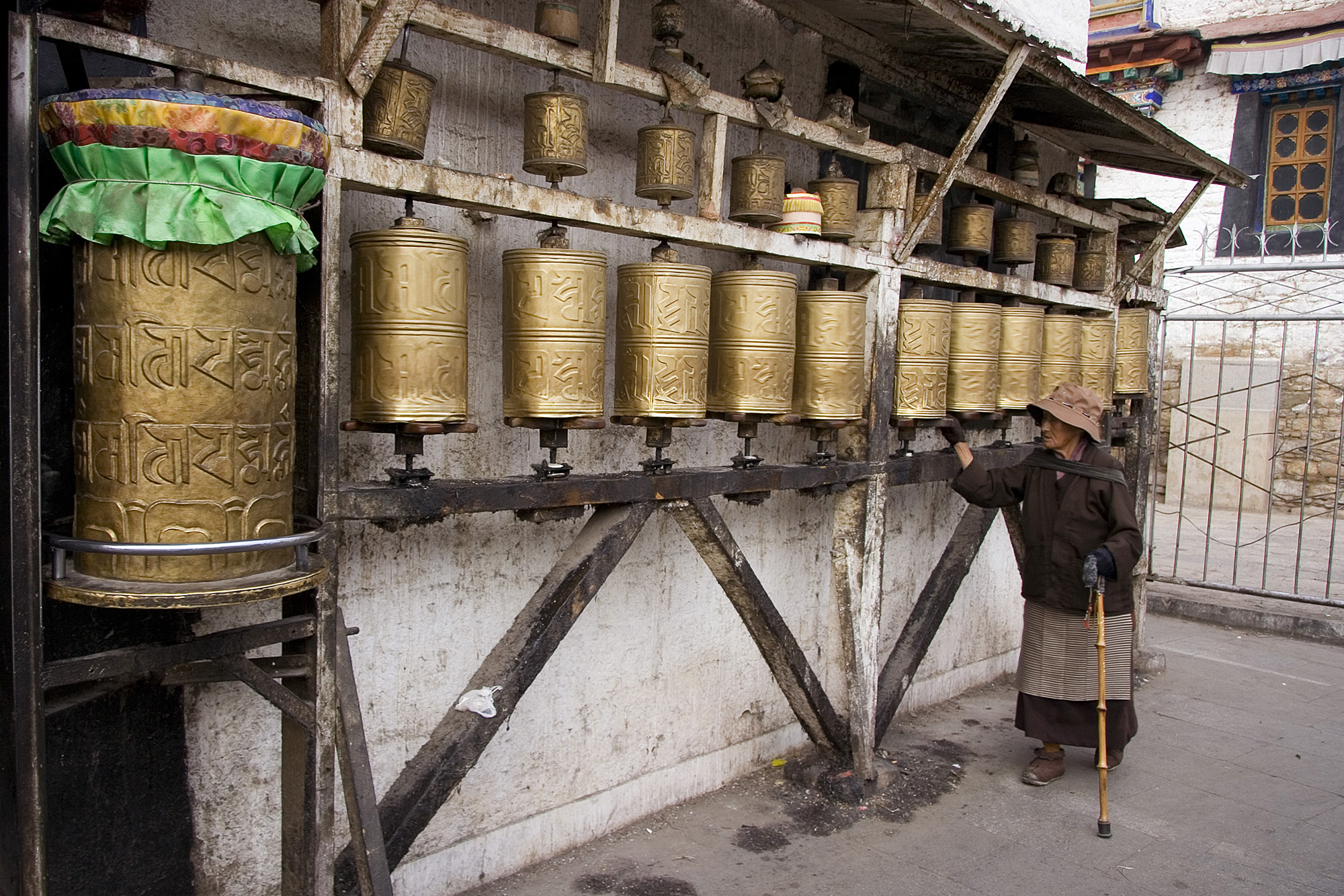
Moulins à prières à Lhassa.

La religion est extrêmement importante pour les Tibétains. Le Tibet est l’écrin traditionnel du bouddhisme tibétain, une forme distinctive de Vajrayana (bouddhisme tantrique), qui est aussi relié au Shingon, la tradition bouddhiste au Japon. Le bouddhisme tibétain est non seulement pratiqué au Tibet, mais aussi en Mongolie, dans la République de Bouriatie, la République de Touva et la République de Kalmoukie. Le Tibet est aussi le lieu d’une tradition spirituelle originale appelée Bön.
L'un des rites funéraires les plus pratiqués par les tibétains présente des caractéristiques uniques : c'est celui de la sépulture de l'Air, par lequel le corps du défunt est offert aux vautours.

### Islam
Dans les villes tibétaines, il y a aussi de petites communautés musulmanes, comme les Kachee (ou Kache), dont les origines remontent aux immigrants de trois régions principales : le Cachemire (Kachee Yul en tibétain ancien), le Ladakh et les pays turcophones d’Asie Centrale. L'influence islamique au Tibet est aussi venue de Perse. Après 1959, un groupe de Musulmans tibétains a demandé la nationalité indienne du fait de leurs racines historiques au Cachemire et le gouvernement indien a déclaré tous les Musulmans tibétains citoyens indiens cette année-là. Il existe aussi une communauté musulmane chinoise bien établie (gya kachee), dont les origines remontent au peuple Hui, un groupe ethnique de Chine.

### Les monastères bouddhistes

#### Les destructions dans la première moitié duXXesiècle
En 1914, sous le 13e dalaï-lama, le monastère de Tengyeling fut démoli pour collusion avec les Chinois et le général Zhao Erfeng,. Les traîtres furent bannis et les moines restants répartis entre différents monastères. Lui succéda une école de médecine et d'astrologie tibétaine[Laquelle ?].
En 1947, lors de la répression gouvernementale contre les partisans de l'ancien régent Reting Rinpoché, le monastère de Séra fut bombardé par les mortiers de l'armée tibétaine et pris d'assaut, ce qui coûta la vie à environ 200 moines, tandis que 15 soldats périrent. Les bâtiments furent entièrement pillés par les soldats, si bien que pendant des semaines des objets précieux réapparurent dans les boutiques de Lhassa,.

#### Les chiffres des destructions
À l'époque du soulèvement de Lhassa, en 1959, il y avait, à ce qu'indique l'anthropologue américain Melvyn C. Goldstein, dans les 2 500 monastères  et 115 000 moines (soit 10 à 15 pour cent de la population masculine) dans « le Tibet proprement dit ». Selon le gouvernement tibétain en exil, plus de 6000 monastères ont été détruits dans l'ensemble des trois anciennes provinces.
Dans leur livre On the margins of Tibet, Åshild Kolås, Monika P. Thowsen indiquent qu'il y avait, d'après des archives tibétaines, 5 542 monastères sur le plateau tibétain avant 1958, dont 3 897 situés en dehors des frontières actuelles de la région autonome (soit 1645 pour celle-ci). Ils ajoutent, sur la foi d'archives chinoises, que dans les zones tibétaines faisant partie des provinces du Sichuan, Gansu, Yunnan, et Qinghai, de nombreux bâtiments monastiques furent démolis, d'autres furent simplement abandonnés et laissés sans entretien, d'autres encore furent reconvertis en écoles, entrepôts, voire en habitations.

#### Les destructions lors de la révolte de 1959
Selon Mary Craig, la destruction de la plupart des 6 000 monastères du Tibet s’est produite entre 1959 et 1961. 
Selon le gouvernement tibétain en exil, après le soulèvement tibétain de 1959, le Norbulingka fut frappé par environ 800 obus, tuant un nombre inconnu de Tibétains à l'intérieur et autour du palais. Visitant le palais en 1962, Stuart et Roma Gelder le trouvèrent toutefois intact avec tout son contenu soigneusement conservé. Selon le gouvernement tibétain en exil, les trois monastères majeurs de Lhassa — Séra, Ganden, et Drepung — furent gravement endommagés par les bombardements, les dégâts à Séra et à Drepung étant quasiment irréparables. 
Des Tibétains fuyant un génocide culturel au Tibet suivirent le dalaï-lama lors de son exil en Inde. Selon le rapport de la Commission internationale des juristes (CIJ) de 1959, des milliers de moines et de nonnes bouddhistes furent tués, torturés ou emprisonné. Toutefois, la CIJ à l'époque faisait partie des organisations financées en sous main par la CIA dans le cadre de la guerre froide pour préparer des rapports de propagande contre la Chine,
Dans son rapport de 1960, la CIJ accuse même la Chine de perpétrer un génocide au Tibet, affirmant que des dizaines de milliers de personnes ont été tuées avec l'intention de détruire un groupe religieux, les bouddhistes. Pour le professeur Colin P. Mackerras, les « allégations » selon lesquelles les Chinois submergeaient le Tibet et étaient responsables de la mort d'1,2 million de Tibétains « sont à considérer avec le plus grand scepticisme ». Les chiffres de la population tibétaine obtenus par les recensements de la RPC de 1953 à 2000 attestent que depuis le début des années 1960, la population tibétaine s'accroit, probablement pour la première fois depuis des siècles. L'allégation par le GTE d'une réduction de la population, vaudrait donc pour les années 1950 mais serait très exagérée. Cependant, depuis les années 1960, la gestion du pays par la Chine a eu pour effet d'accroître et non pas de diminuer la population tibétaine, principalement en raison d'une modernisation qui a amélioré le niveau de vie et fait baisser le taux de mortalité dont celui des mères à l'accouchement et celui des enfants en bas âge.

#### Les destructions lors de la révolution culturelle
Pendant la révolution culturelle, les gardes rouges ont infligé une campagne de vandalisme organisée contre les sites culturels dans l’ensemble de la RPC, y compris contre le patrimoine bouddhiste  Au début des années 1980, le journaliste américain Fox Butterfield rapporte que des fonctionnaires chinois l’informèrent qu’avant 1959, il y avait 2 464 monastères au Tibet, et qu’après la révolution culturelle, il n’en subsistait plus que dix. Ils mentionnèrent notamment que l’un d’entre eux, Ganden, le troisième en importance et qui contenait 10 000 moines, avait tout simplement disparu.

#### Les reconstructions
Selon David Signer (de), depuis ces événements, environ la moitié des monastères détruits ont été restaurés et fonctionnent à nouveau. Depuis les années 1990, l'ONG Tibet Heritage Fund, créée par André Alexander, a pu restaurer 24 bâtiments à Lhassa. Sur les 160 monastères affiliés au monastère de Shéchèn, environ 30 ont été reconstruits. La Suisse a contribué financièrement pour une part importante à la restauration d'une partie du temple de Ramoche à Lhassa au début des années 2000. 

## Littérature
La littérature tibétaine, une des plus importantes d'Asie, a des origines millénaire. En vers ou en prose, orale ou écrite la littérature tibétaine aborde « tous les domaines du savoir : religion, médecine, histoire, philosophie ». 
La littérature tibétaine a réellement débuté au VIIIe siècle avec la création de l'université monastique de Samye, qui visait à permettre la traduction en langue vernaculaire des nombreux textes sacrés bouddhiques écrits en sanskrit. Dans leur forme finale, établie entre les XIVe et XVIIe siècles, ces textes forment respectivement les 108 volumes du Kangyur, et son commentaire (Tengyur) en 224 volumes. Vers 950 fut créée une bibliothèque secrète dans les Grottes de Mogao pour protéger les écrits bouddhistes. Ainsi les Annales et Chronique tibétaines découvertes au début du XXe siècle dans ces grottes de Mogao sont les plus anciens documents historiques tibétains connus, rédigés en tibétain ancien. 
Après 1980, la littérature tibétaine a connu une période d'essor. L'influence de la poésie chinoise (et de la poésie occidentale en traduction chinoise) a commencé à se faire sentir. En dépit de ces influences, critiques et éditeurs ont donné la priorité à des histoires et des poèmes conçus sur des fondements traditionnels. La plupart des œuvres récentes prennent la forme de poésie - il existe encore aujourd'hui moins de 25 romans modernes écrits en langue tibétaine.

## Architecture

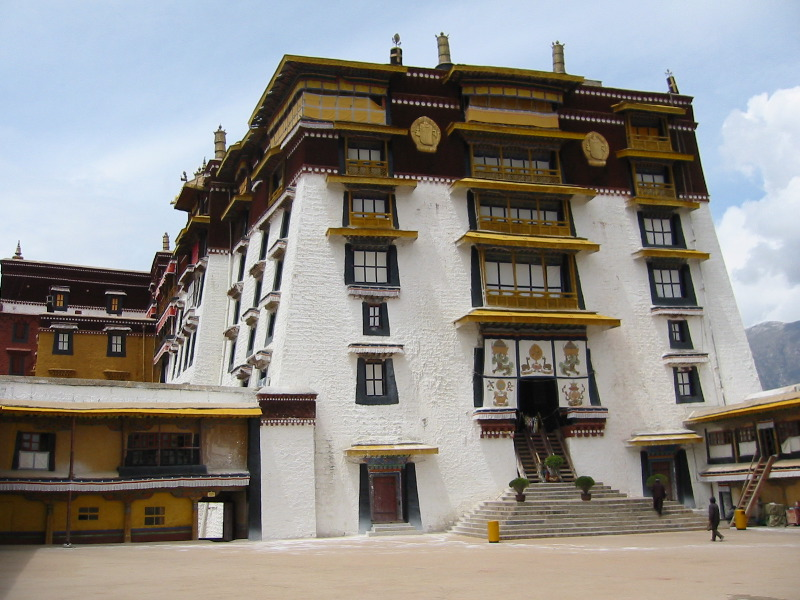
Le palais blanc du Potala

L'architecture tibétaine a subi des influences orientales et indiennes, et reflète une vision profondément bouddhiste des choses. La roue bouddhiste, ainsi que les deux dragons, se voient sur presque chaque monastère du Tibet. Le plan des chörtens tibétains peut varier, allant des murs arrondis du Kham aux constructions carrées, à quatre murs du Ladakh. 
L'architecture tibétaine est caractérisée par l'implantation fréquente des maisons et des monastères sur des sites élevés et ensoleillés face au sud, et par l'emploi combiné de la pierre, du bois, du ciment et de la terre comme matériaux. Les techniques de construction permettent de pallier la rareté des combustibles de chauffage : toits plats pour préserver la chaleur, et nombreuses fenêtres pour laisser entrer la lumière du soleil. Les murs ont habituellement un fruit de dix degrés à titre de précaution contre les tremblements de terre, fréquents dans cette région montagneuse. 
Avec ses 117 mètres de hauteur et 360 mètres de largeur, le Palais du Potala est considéré comme l'exemple le plus important de l'architecture tibétaine. Ancienne résidence d'hiver du dalaï-lama, il contient plus d’un millier de pièces réparties sur treize étages, et abrite des portraits des dalaï-lamas passés et des statues du Bouddha. Il est divisé en un Palais Blanc extérieur, qui abritait les quartiers administratifs, et les Quartiers Rouges intérieurs, qui abritaient la salle de réunion des lamas, les chapelles, 10 000 sanctuaires et une vaste bibliothèque d'écrits bouddhistes.
Endommagé lors de la révolte de 1959, le Potala bénéficie depuis 1961 d'une protection forte du patrimoine national d’État chinois grâce à laquelle il a échappé au vandalisme lors de la révolution culturelle,,,. Le Palais du Potala a été inscrit sur la liste du Patrimoine mondial de l’UNESCO en 1994, le Temple de Jokhang et le Norbulingka, l'ancienne résidence d'été des dalaï-lamas, ont été admis sur la liste en extension de ses sites.

## Musique

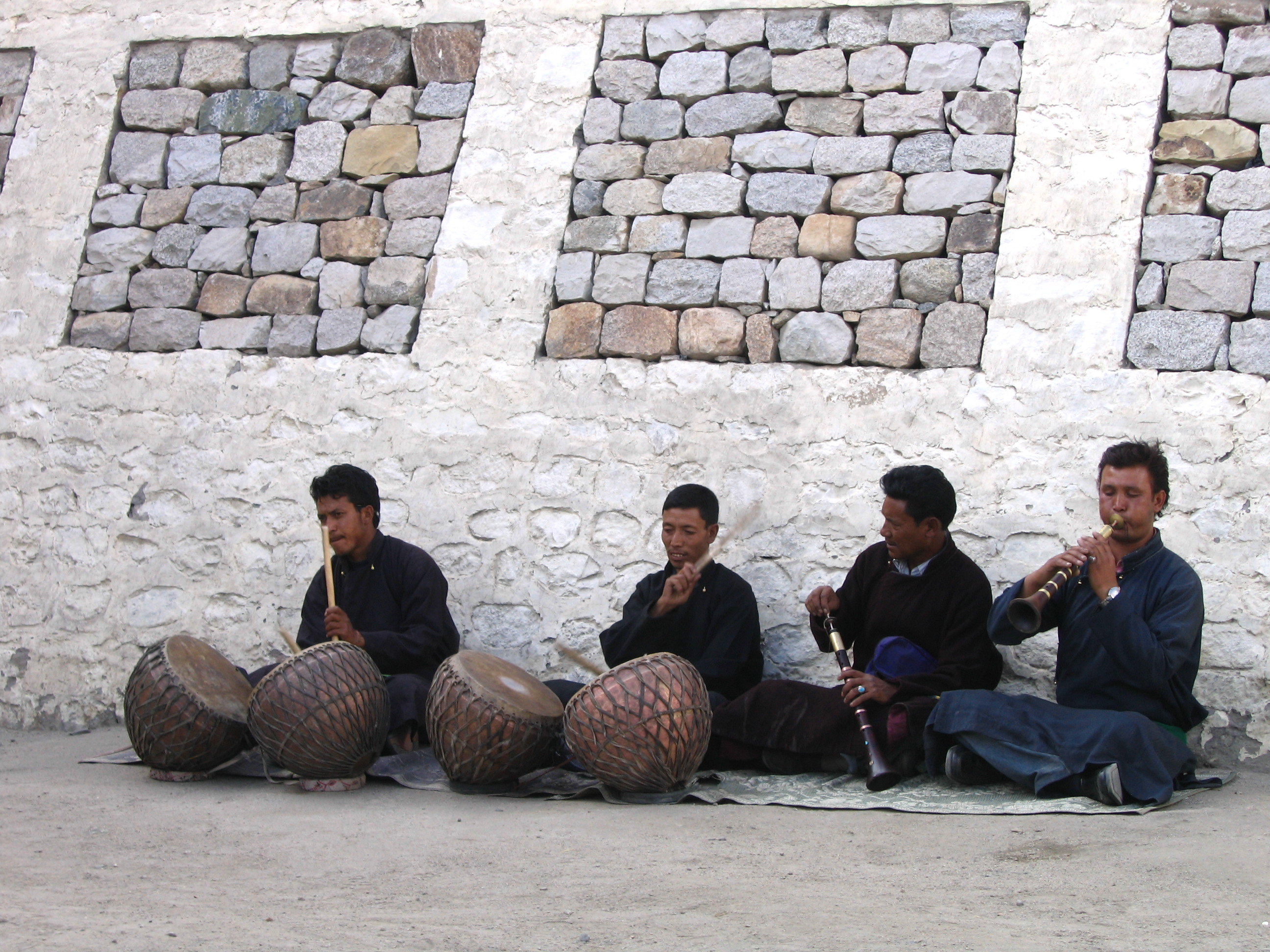
Musiciens dans les rues du Ladakh en Inde du nord

La musique du Tibet reflète l'héritage culturel de la région himalayenne, centrée sur le Tibet mais aussi sur les régions où l’on trouve des groupes ethniques Tibétains : en Inde, au Bhoutan, au Népal ainsi qu’à l'étranger. La musique tibétaine est avant tout religieuse, reflétant l'influence profonde du bouddhisme tibétain sur la culture. 
La musique tibétaine implique souvent des chants en langue tibétaine ou en sanscrit, comme partie intégrante de la religion. Ces chants complexes, souvent des récitations de textes sacrés, sont également pratiqués lors de la célébration de divers festivals. Le chant yang, exécuté sans moment de mesure, est accompagné de résonance de tambours et à un niveau bas, de syllabes soutenues. Il existe également des styles spécifiques à diverses écoles de bouddhisme tibétain, comme la musique classique populaire des Gelugpa, et la musique romantique des Nyingmapa, Sakyapa et Kagyupa. 
Une autre forme de musique populaire est le style classique Gar, qui est exécuté pour les rites et les cérémonies. La musique Lu est un type de chansons qui présentent des vibrations glottales et aigües. Il y a aussi les chants épiques de héros du Tibet, comme l’épopée de Gesar de Ling.

## Art

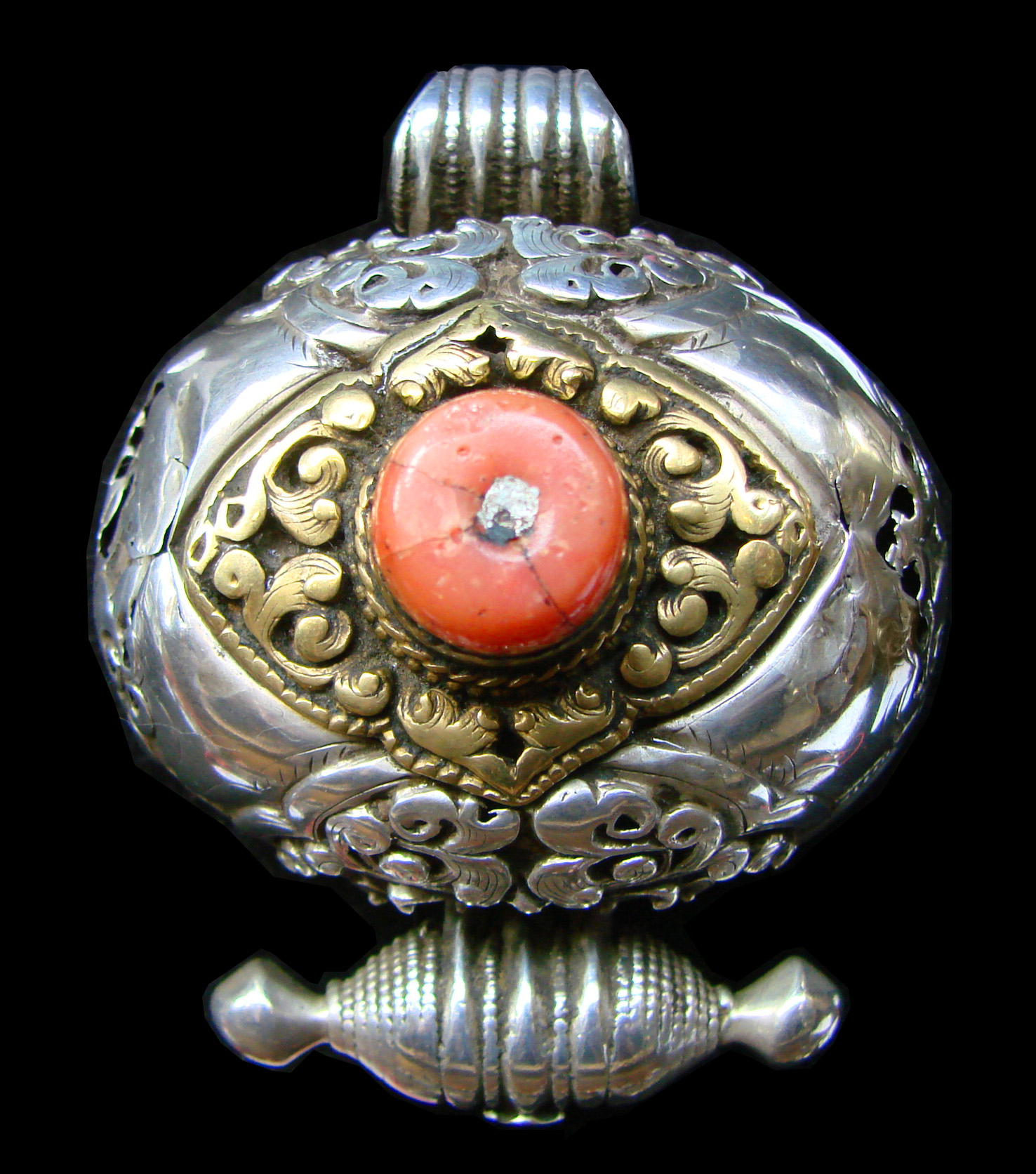
Pendentif en argent et corail.

Les représentations artistiques tibétaines sont intrinsèquement liées au bouddhisme tibétain et représentent ordinairement des divinités ou des Bouddhas de diverses formes allant des statues de bronze et des sanctuaires, à des thangkas très colorées et des mandalas de sables colorés.
Les arts Regong, nés dans la préfecture autonome tibétaine de Huangnan, ont été inscrits en 2009 sur la liste représentative du patrimoine culturel immatériel de l’humanité.

### Peinture

#### Peinture traditionnelle: le thangka

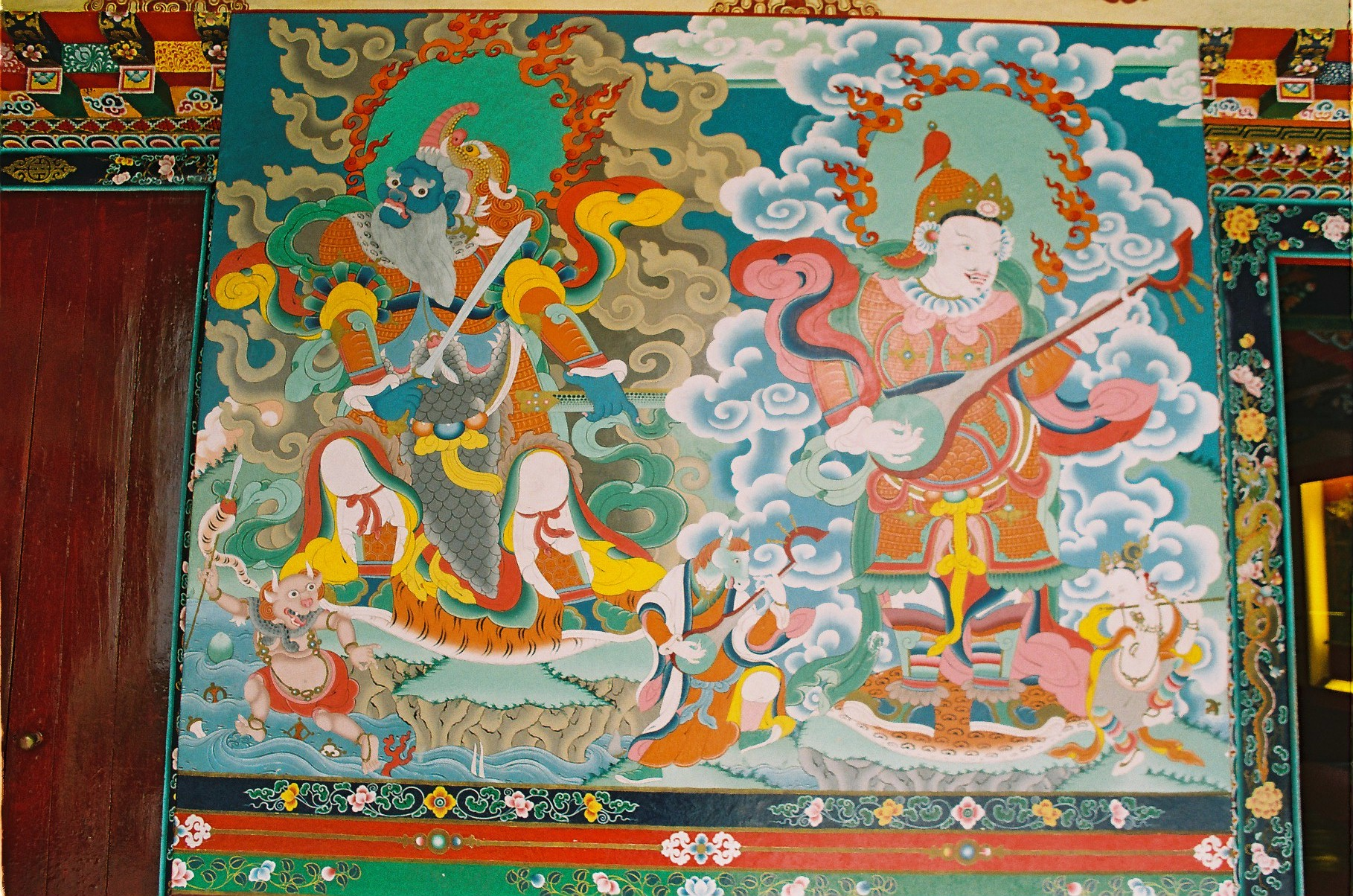
Un thangka peint à l'Institut de tibétologie Namgyal, à Gangtok, au Sikkim

Un thangka (littéralement chose que l'on déroule) est une peinture sur toile caractéristique de la culture tibétaine. On en trouve de toutes les tailles, depuis les thangka portatifs jusqu'aux thangka monumentaux.
Les thangka représentent généralement des diagrammes mystiques symboliques (mandala), des divinités du bouddhisme ou de la religion bön, ou encore des portraits du dalaï-lama. Ils sont destinés le plus souvent à servir de support à la méditation.

#### Peinture contemporaine
Amdo Jampa un étudiant de Gendün Chöphel, connu pour son style photo-réaliste. Il a fait des portraits célèbres du dalaï-lama et du panchen-lama.

### Mandala
Le mandala est un diagramme symbolique pouvant servir de support à la méditation. Certains mandalas, très élaborés et codifiés, en deviennent semi-figuratifs, semi-abstraits. 
Au Tibet, cet art est connu sous le nom de dul-tson-kyll-khor, expression qui signifie « mandala de poudres colorées ». Les moines créent des mandalas de sable, qu'ils disposent sur une table plate surélevée après avoir tout d'abord dessiné le tracé de base. Le sable coloré est déposé soigneusement sur la table à l'aide du bout d'un entonnoir de métal connu sous le nom de chang-bu. 
La construction du mandala est en elle-même une pratique spirituelle.  Dans la salle d'autres moines méditent et prient afin de renforcer la bodhicitta et ainsi bénir le mandala, qui sera offert aux Bouddhas et à l'Univers.

## Calendrier

### Jours de la semaine
| Jour     | Tibetain (Wylie)            | Transcription phonétique | Objet   |
| -------- | --------------------------- | ------------------------ | ------- |
| Dimanche | གཟའ་ཉི་མ་ (gza' nyi ma)      | Sa nyi-ma                | Soleil  |
| Lundi    | གཟའ་ཟླ་བ་ (gza' zla ba)      | Sa da-wa                 | Lune    |
| Mardi    | གཟའ་མིག་དམར་ (gza' mig dmar) | Sa Mik-mar               | Mars    |
| Mercredi | གཟའ་ལྷག་པ་ (gza' lhak pa)    | Sa Lhak-ba               | Mercure |
| Jeudi    | གཟའ་ཕུར་པུ་ (gza' phur bu)    | Sa Phur-bu               | Jupiter |
| Vendredi | གཟའ་པ་སངས་ (gza' pa sangs)  | Sa Ba-sang               | Vénus   |
| Samedi   | གཟའ་སྤེན་པ་ (gza' spen pa)    | Sa ben-ba                | Saturne |

Nyima « Soleil », Dawa « Lune » et Lhagpa « Mercure » sont des prénoms fréquemment donnés aux enfants nés respectivement un dimanche, un lundi ou un mercredi.

## Festivals

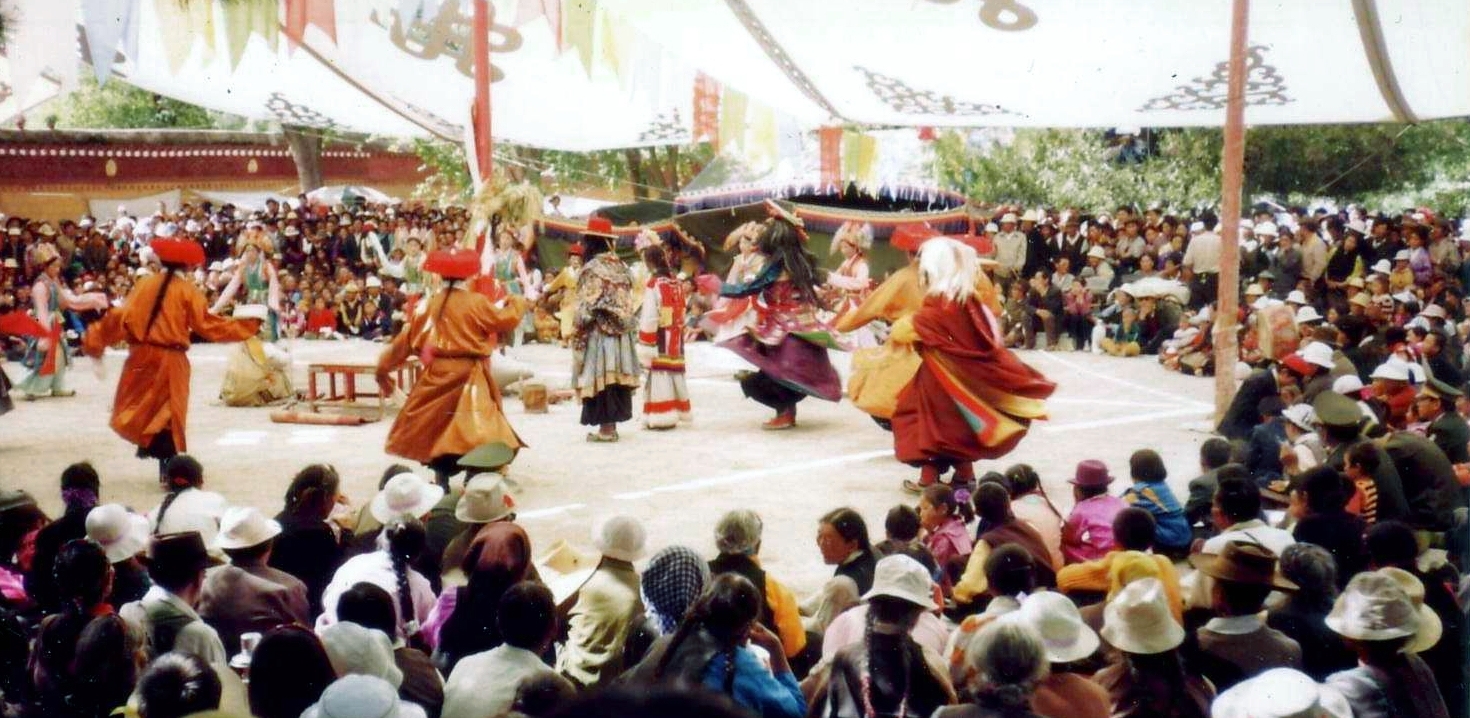
Le festival de Sho dun (Shoton)

Le Tibet a divers festivals qui sont célébrés ordinairement en l'honneur du Bouddha. Losar est le Festival de Nouvel An tibétain. Il est suivi, dans le premier mois du calendrier tibétain, par le Festival de prière de Monlam au cours duquel beaucoup de Tibétains dansent et participent à des événements sportifs et des pique-niques.

## Langues

"Om mani padme hum" en tibétain.

C'est au Tibet qu'on parle le plus ces langues :
- Geman Deng
- Groma
- Tibétain

## Cuisine

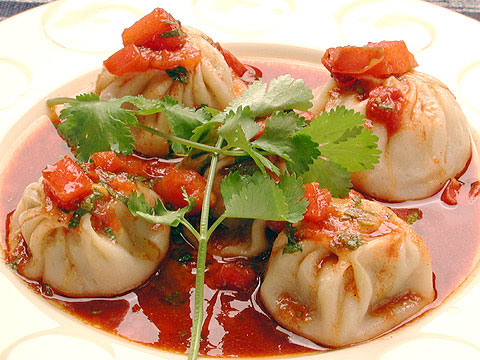
Momo, un ravioli

La cuisine tibétaine est assez différente de la cuisine que l'on retrouve dans les pays frontaliers. Ainsi peu de plantes poussent à de telles altitudes. On retrouve principalement de l'orge commune, avec laquelle on fait la tsampa, la farine d'orge grillé, qui est l'aliment de base du Tibet. On l'utilise pour en faire des nouilles ou des momos.
Les plats de viande sont à base de yak, chèvre, ou mouton, souvent sechés ou cuisinés dans un bouillon épicé avec des pommes de terre.
Les yaourts, le lait et le fromage de yack sont souvent au menu, un yaourt bien réalisé est considéré comme un mets de choix.

## Risque de disparition
En 1993, dans la préface de l'ouvrage collectif Tibet, l'envers du décor, Bernard Kouchner évoquait la disparition des Tibétains : « C’est clair : Pékin veut un Tibet non seulement chinois, mais un Tibet sans Tibétains ». De même, en 1994, Samdhong Rinpoché, à l'époque président du parlement tibétain en exil, déclarait : « On ne parlera plus du Tibet comme appartenant aux Tibétains dans dix ans, car il n'y aura plus de Tibet »,.
Selon le 14e dalaï-lama, la culture tibétaine risque de disparaître du fait d'une implantation massive de Han  au Tibet Il a affirmé en 2007 que la culture tibétaine pourrait s'éteindre d'ici à 15 ans si les négociations sino-tibétaine n'aboutissaient pas Lors d'une visite au Japon en octobre 2008, il a déclaré : « Les Tibétains sont condamnés à mort. Cette ancienne nation et son héritage culturel sont en train de mourir. Aujourd'hui, la situation est presque similaire à une occupation militaire de tout le territoire tibétain. C'est comme si nous étions sous la loi martiale. La peur, la terreur et les campagnes de rééducation politique causent beaucoup de souffrances ». Lors des troubles au Tibet en mars 2008, il accuse la Chine de pratiquer un génocide culturel au Tibet.
Selon le journaliste chinois Wen Mu, l'idée selon laquelle « la culture et la tradition tibétaines sont en voie d'extermination et de disparition » ne cadre pas avec la réalité. Le Tibet compte plus de 46 000 moines, soit un moine par dizaine d'habitants, pourcentage rarement vu. On voit partout des jingfan (bannières canoniques), des manidui (tas de pierres érigés au sommet d'une montagne, au croisement de routes, etc., et utilisés comme autels). La plupart des familles tibétaines croyantes ont une chapelle ou une niche abritant la statue du Bouddha. La vie religieuse est riche et variée : prosternation à terre en signe d'hommage et d'adoration au Bouddha, brûlage d'encens très tôt le matin, pèlerinage dans les temples, circumambulation des lieux de culte en tenant à la main un moulin de prière et en récitant le canon bouddhique, etc..
Serge Koenig, vice-consul de France à Chengdu (Sichuan), partant d'une comparaison avec la situation française, s'affirme « beaucoup moins beaucoup moins pessimiste sur le maintien de l’énorme héritage culturel tibétain, qui tient à cœur à beaucoup de monde ».

## Culture contemporaine au Tibet
En 2008, le professeur Robert Barnett, directeur du « programme des études tibétaines modernes » à l'université Columbia aux États-Unis, déclare « qu'il faut en finir avec l'idée que les Chinois sont mal intentionnés ou qu'ils essaient d'anéantir le Tibet ».
Il explique ses doutes dans la revue New York Review of Books, à l'occasion du compte rendu d'un livre de Pico Iyer : Why, if Tibetan culture within Tibet is being "fast erased from existence", (do) so many Tibetans within Tibet still appear to have a more vigorous cultural life, with over a hundred literary magazines in Tibetan, than their exile counterparts? (« si la culture tibétaine à l'intérieur du Tibet est en train d'être prestement annihilée, comment se fait-il que tant de Tibétains de l'intérieur paraissent malgré tout avoir une vie culturelle plus dynamique – à preuve la centaine de revues littéraires en tibétain – que celle de leurs homologues exilés ? »).
Selon les tibétologues  Amy Heller et Anne-Marie Blondeau, il faut distinguer entre la politique culturelle officielle, son application et la façon dont elle est perçue au quotidien sur le terrain. Lors de la Révolution culturelle, partout en Chine les valeurs culturelles ont été détruites, mais au Tibet ces destructions ont été particulièrement importantes. Or la culture au Tibet était essentiellement liée à la religion, principalement bouddhique, et aux structures sociales. Ainsi de nombreuses manifestations culturelles ont disparu ou ont été dénaturées. Par ailleurs le gouvernement chinois a comme objectif la « laïcisation des Tibétains, ce qui est complètement antinomique avec la culture tibétaine  traditionnelle ». C'est pourquoi si les fêtes populaires sont autorisées, c'est « pour en faire de simples manifestations folkloriques ».

## Culture traditionnelle en l'Exil
Selon l'ethnomusicologue Nathalie Gauthard, le gouvernement tibétain en exil s'efforce de construire une culture qui se veut homogène et traditionnelle, regroupant langage, religion, arts du spectacles (danses) et artisanat en une seule entité. Ce « désir de créer "une tradition tibétaine pure", va de pair avec une projection fantasmée des pays occidentaux qui tend à croire encore au "Paradis perdu" que seul, le Tibet aurait su préserver, pour ne pas avoir été colonisé par l'Occident. ». Prenant l'exemple des « Danses sacrées du Tibet » exécutées devant un public français au Théâtre du Soleil en mars 2001 par des moines du monastère de Shechen et présentées comme « issues d'une "tradition" immuable et "authentique" », l'auteur fait remarquer que l'emploi des termes de « théâtre » et de « danse traditionnelle » « figent dans le temps une expression artistique qui, par nature, est en mouvement », surtout lorsqu'elle est adaptée au regard des spectateurs français.